# Tribunal Electoral (Panamá)
El Tribunal Electoral (TE) de Panamá es el máximo órgano del estado encargado del registro civil, cedulación, certificación de estado civil y celebración de elecciones en la República de Panamá. 
El Tribunal Electoral está integrado por tres magistrados que son designados en forma escalonada para un periodo de diez años. Las designaciones son realizadas por cada uno de los tres órganos del estado, de acuerdo a la Constitución Política; uno que representa a la Asamblea Nacional, uno por la Corte Suprema de Justicia (CSJ), y uno por el Órgano Ejecutivo.

## Facultades
El TE tiene como objetivo "Lograr la excelencia electoral, registral y de identificación, mediante la educación, la capacitación y la innovación tecnológica permanentes, para brindar servicios eficientes en pro del perfeccionamiento de la democracia y de los derechos de los ciudadanos, en un Estado de derecho".
Entre sus facultades están:
- Dirigir y fiscalizar el registro de los hechos vitales y actos jurídicos relacionados con el estado civil de las personas.
- Garantizar con precisión la identificación de las personas registradas en la institución.
- Garantizar la libertad, honradez y eficacia del sufragio popular.
- Garantizar que los partidos políticos y candidatos de libre postulación, expresen el pluralismo político para el perfeccionamiento de la democracia.
- Garantizar la participación política de los partidos políticos y de los candidatos de libre postulación.
- Ejercer la justicia penal electoral conforme lo disponga la ley.
- Mejorar continuamente los servicios que se prestan, apoyados en la descentralización y el uso de tecnologías confiables y efectivas, contribuyendo con la educación, participación cívico-electoral, y fortalecimiento de nuestra democracia, para dejar el legado de un mejor país para las futuras generaciones.

## Historia
Esta institución, que es independiente de los órganos Ejecutivo y Órgano Judicial, fue creada con la iniciativa de los expresidentes Ricardo Arias Espinosa y Ernesto de la Guardia Jr, quienes adoptaron una reforma constitucional en 1956 y donde le otorgaba a la institución independencia de los órganos del estado.
Entre las facultades otorgadas al organismo, además de organizar las elecciones, se encuentra el proceso de cedulación y registro, que era facultad del Registro Civil. En 1958 la cédula panameña pasa a ser gratuita y de portabilidad obligatoria para todos los habitantes, nacionales o extranjeros residentes.

### Antecedentes
La primera actividad electoral de la República se da con la expedición del Decreto n.º 25 del 12 de diciembre de 1903 por la Junta de Gobierno, integrada por José Agustín Arango, Tomás Arias y Federico Boyd. En dicho decreto se convoca a elecciones el 5 de enero de 1904, a fin de elegir la Convención Nacional Constituyente. 
En el año de 1904, se expide la Ley n.º 89 del 7 de julio, en donde se crean las primeras autoridades electorales, quienes tenían la
labor del escrutinio y proclamación de los resultados correspondientes a su circunscripción; denominadas así: Consejo Electoral de la República, con
jurisdicción en todo el país; Ayuntamiento Electoral, con jurisdicción en las provincias; y Jurados Municipales de Elecciones, con jurisdicción en cada
distrito.
Durante la presidencia del Dr. Belisario Porras se adopta el primer Código Administrativo. En este código, creado con la Ley n.º 1 del 22 de agosto de 1916, se
contempla un título dedicado al tema de las elecciones y en el cual se reglamenta todo lo relacionado con materia electoral. Además, al Consejo
Electoral de la República se le denomina Jurado Nacional de Elecciones y a los Ayuntamientos Electorales, Jurados Provinciales.
De ese modo, en 1925 se adopta la tercera legislación electoral en donde se establecen nuevas disposiciones y autoridades electorales, así en lo
sucesivo desde 1930 hasta 1956 se dan cambios en la estructura electoral panameña. En 1956 se aprovechan las elecciones generales para reformar la
Constitución Política, y se establece por primera vez la autoridad regente de las elecciones, denominándola Tribunal Electoral, y se crea a su vez la Jurisdicción Penal Electoral supeditada a esta autoridad.
Luego del golpe de Estado de 1968, la Junta Provisional de Gobierno expide el Decreto de Gabinete N° 214 de 1971, en el cual se crea una comisión para reformar la constitución de 1946 y se establece el estatuto para las elecciones de la Asamblea Nacional de Representantes de Corregimiento de 1972.

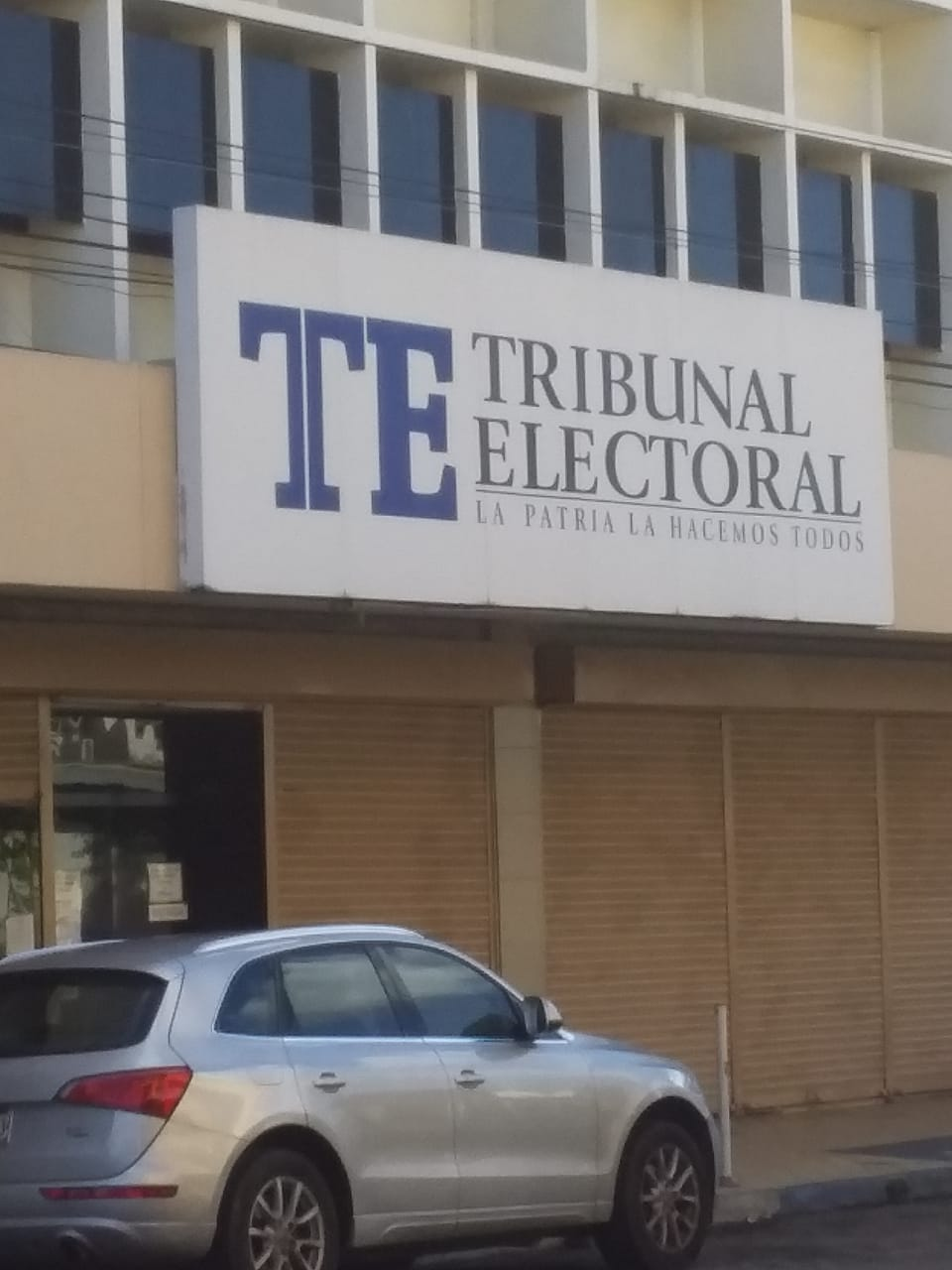
Sede del Tribunal Electoral en David, Chiriquí

### El Código Electoral
La reglamentación oficial de las elecciones tiene sus orígenes en el Código Electoral, primeramente emitido mediante la “Ley No. 11 de 10 de agosto de 1983, por la cual se adopta el Código Electoral”. En la misma se le brindaba protección laboral a individuos que participaran como candidatos a puestos de elección popular. Dicha ley ha sido modificada en diversas ocasiones.

## La Fiscalía General Electoral
La Fiscalía General Electoral es una agencia de instrucción independiente y coadyuvante del TE. Se crea mediante decreto de Gabinete N° 2 de 1972, supeditada al Tribunal Electoral. El Fiscal Electoral es por mandato constitucional un funcionario de alta jerarquía, que se equipara a los magistrados de la CSJ, y a los del TE y debido a las funciones que ejerce también es equiparable al procurador general de la Nación que investiga delitos, y a la Procuraduría de la Administración cuando opina objetivamente en procesos administrativos electorales.